# 魏文焲
魏文焲（1515年—？），字德章，號南台，福建福州府侯官縣軍籍福清縣人，明朝政治人物。同進士出身。

## 生平
嘉靖十三年（1534年），甲午科福建鄉試第四十九名舉人。嘉靖二十三年（1544年）中式甲辰科會試第四十五名，登第三甲第一百六十三名進士。初授兵部主事，升郎中，出为雷州府知府，升四川布政司右参政、备兵松潘。復除广东右参政，萬曆元年（1573年）十月升任广西按察使，三年（1575年）八月以母老归，闭门著书。

## 家族
曾祖魏安；祖父魏振清；父魏鐸，壽官。嫡母陳氏；生母胡氏（1492年-1577年）。具庆下。兄文焕，典史；文燦、文炳。